# Cdandco
Cd and Co était une société française spécialisée dans les produits multimédias créée en 1995. Elle fut l'une des pionnière du commerce électronique en France : elle a eu jusqu'à 120 000 clients pour un chiffre d'affaires de 41 millions de francs (6,25 millions d'euros). 
Le 18 avril 2001 elle est placée en redressement judiciaire. Le 19 juin 2001 elle fait l'objet d'un plan de cession au profit du groupe Rue du Commerce. Le 23 novembre 2004, elle est mise en liquidation judiciaire.
La société avait son siège social à Asnières-sur-Seine.